# Triple H (gruppo musicale)
I Triple H (트리플 H?) sono stati un gruppo musicale sudcoreano formatosi a Seul nel 2017 e scioltosi nel 2018.
Il gruppo debuttò nel 2017, con l'EP 199X.
Il gruppo dopo il rilascio del secondo EP, Retro Futurism, ha annunciato la relazione tra i due membri Hyuna e E'Dawn. Preso come scandalo, la Cube ha licenziato i due artisti (e quindi ha sciolto il gruppo) che si sono uniti nel 2019 nella nuova casa discografica, diretta da Psy, P Nation.

## Formazione
- Kim Hyun-ah (Seul, 6 giugno 1992) – leader, voce, rapper (2017-2018)
- Hui (nato Lee Hoe-taek; Corea del Sud, 28 agosto 1993) – voce (2017-2018)
- E'Dawn (nato Kim Hyo-jong; Contea di Hwasun, 1 giugno 1994) – rapper (2017-2018)

## Discografia

### EP
- 2017 – 199X
- 2018 – Retro Futurism

### Singoli
- 2017 – 3.6.5 (Fresh)
- 2018 – Retro Future